# Леннон, Боб
Роберт Альберт Леннон (англ. Robert Albert Lennon, 15 сентября 1928, Бруклин, Нью-Йорк — 14 июня 2005, Дикс-Хилл, Нью-Йорк) — американский бейсболист, аутфилдер. Выступал в Главной лиге бейсбола за «Нью-Йорк Джайентс» и «Чикаго Кабс».

## Биография

### Ранние годы и начало карьеры
Роберт Леннон родился в Бруклине 15 сентября 1928 года. Его отец Мартин, служивший в полиции, имел ирландские корни. Кроме Боба в семье было ещё четверо сыновей и две дочери. Боб учился в Бруклинской специальной торговой школе, играл в бейсбол, баскетбол и футбол. В 1945 году он подписал свой первый контракт с командой «Бруклин Доджерс». Из-за продолжавшейся войны клубы тогда искали игроков, которые были ещё слишком молоды или уже стары для призыва в армию.
Боб сыграл в двенадцати играх за «Томасвилл Доджерс» в Лиге штата Северная Каролина и был отчислен. Тренеры клуба посчитали его слишком медленным. Когда Леннон вернулся в Нью-Йорк, ему диагностировали гипотериоз. Назначенное лечение дало результат и весной 1946 года на сборах «Доджерс» тренеры были удивлены. Руководство отправило Боба в фарм-клуб «Дейтона-Бич Айлендерс» из Флоридской лиги. После завершения сезона он присоединился к путешествующей команде бывшей звезды Главной лиги бейсбола Джимми Фокса.
В сезоне 1947 года Леннон играл за клуб B-лиги из Джонстауна в штате Пенсильвания. Он провёл более ста матчей в регулярном чемпионате. В следующем сезоне Боб продвинулся до уровня А-лиги, в которой играл за «Су-Сити Сус». Затем полтора года он провёл в составе «Джэксонвилл Тарс», а во второй части чемпионата 1950 года выступал за клуб ААА-лиги «Миннеаполис Миллерс».
Летом 1950 года началась война в Корее и после завершения сезона Леннон был призван в армию. Из-за проблем со спиной он отслужил меньше двух лет и уже в мае 1952 года смог вернуться в «Миннеаполис». Боб удачно начал сезон, в первых пятидесяти играх отбив восемь хоум-ранов. Его показатель отбивания составлял 29,5 %. Затем тренерский штаб «Джайентс» забрал в основной состав аутфилдера Дасти Роудса и Леннон заменил его в «Нэшвилл Волс». В составе этой команды он провёл и сезон 1953 года.

### Главная лига бейсбола
В 1954 году Боб установил рекорд, выбив шестьдесят четыре хоум-рана в чемпионате Южной ассоциации. Отчасти ему помогли особенности конструкции домашнего стадиона команды «Сульфур Делл» — ограждение правой части поля находилось всего в 262 футах от дома. Кроме того, правому аутфилдеру приходилось бежать за мячом вверх по склону. Всего по итогам сезона в активе Леннона было двести десять хитов и сто шестьдесят один RBI, показатель отбивания составил 35,4 %. Последние три недели чемпионата он провёл в основном составе «Джайентс» в Главной лиге бейсбола. Команда в том сезоне стала победителем Национальной лиги, а в Мировой серии со счётом 4:0 обыграла «Кливленд Индианс». Леннон был вызван в состав в сентябре и по правилам не мог принимать участия в плей-офф, но постоянно находился с командой и на собрании игроков ему были выданы 500 долларов премиальных. В то же время у него сложились не лучшие отношения с главным тренером Лео Дюроше. 
На позициях в аутфилде в составе «Джайентс» была высочайшая конкуренция. Боб не считался перспективным игроком и перед стартом сезона 1955 года был отправлен в «Миннеаполис». И здесь стадион команды был удобен для отбивающих. Леннон сыграл за «Миллерс» в ста четырнадцати матчах и выбил тридцать один хоум-ран. Результативность могла быть выше, но шесть недель он пропустил из-за травмы левого плеча. «Миннеаполис» стал победителем чемпионата Американской ассоциации, а в финале плей-офф команда обыграла представителя Международной лиги «Рочестер Ред Уингс». В финальной серии Боб выбил четыре хоум-рана, один из которых стал победным в решающей седьмой игре финала.
В межсезонье он впервые поехал играть в Зимнюю лигу Доминиканской Республики. Владелец команды установил для отбивающих бонус в размере 10 долларов за каждую базу. В одной из игр Леннон, пытаясь превратить дабл в трипл, порвал сухожилия на ноге. Низкая квалификация местных врачей привела к тому, что весь год Боб страдал от болей в лодыжке, а затем ему потребовалась операция.
Весной 1956 года Леннон поехал на сборы с «Джайентс», но не мог нормально тренироваться из-за больных ноги и плеча. По ходу сезона он два раза отправлялся в Миннеаполис и возвращался обратно в Нью-Йорк. Генеральный менеджер клуба Чаб Фини был недоволен тем, что Леннон не отбивает хоум-раны. Когда руководство команды решило перевести его в ААА-лигу в третий раз, Боб пригрозил уходом из команды. Перед началом чемпионата 1957 года его обменяли в «Чикаго Кабс». Через двенадцать дней после перехода он выбил свой первый и единственный хоум-ран в Главной лиге бейсбола.

### Завершение карьеры
Последствия травм беспокоили Леннона и в 1957 году он появился на бите всего двадцать два раза. После этого он в Главной лиге бейсбола больше не играл. «Кабс» отправили его в ААА-лигу в состав «Сан-Диего Падрес». В конце сезона Боба с драфта отказов взяли «Детройт Тайгерс», но затем, узнав историю его травм, вернули игрока в «Кабс».
В 1958 году руководство команды предложило Леннону сокращение зарплаты в два раза. Он отказался от таких условий и клуб продал его в «Монреаль Роялс». В его составе он провёл неплохой год, выбил двадцать пять хоум-ранов, но чемпионат завершил досрочно после того, как в одной из игр ударился об стену и повредил рёбра. В 1960 году Боба продали в «Сент-Пол Сэйнтс», ещё через год он перешёл в «Сиракьюз Чифс». 1961 год стал для него последним в качестве игрока.
Закончив выступления, Боб вернулся в Нью-Йорк, где устроился на работу слесарем. Несколько раз он просматривал игроков для «Нью-Йорк Янкис». В 1990-х годах Леннон перенёс две операции на сердце. Скончался он в своём доме 14 июня 2005 года. 